# ۱ آذر
۱ آذر دویست و چهل و هفتمین روز سال در گاه‌شماری خورشیدی است. به پایان سال ۱۱۸ روز (۱۱۹ روز در سال کبیسه) باقی‌است.

## رویدادها
- ۸۹۱ - جنگ غجدوان
- ۱۲۸۸ - انتخاب عضدالملک به‌عنوان نایب‌السلطنه احمدشاه در زمان دوره دوم مجلس شورای ملی

## زادروزها
- ۱۳۰۲ - داریوش اسدزاده، بازیگر
- ۱۳۱۲ - منوچهر بی‌بی‌یان، روزنامه‌نگار و تهیه‌کننده موسیقی
- ۱۳۳۰ - فرخ نعمتی، بازیگر
- ۱۳۳۶ - ایرج بسطامی، خواننده
- ۱۳۳۶ - علی اوسیوند، بازیگر
- ۱۳۴۲ - امیر قلعه‌نویی، آموزگار فوتبال
- ۱۳۴۵ - فریبا کوثری، بازیگر
- ۱۳۴۸ - مرجان ساتراپی، نویسنده
- ۱۳۶۵ - جهانگیر عسگری، آموزگار فوتبال

## درگذشت‌ها
- ۸۹۱ - نجم ثانی، از سرداران ایران در زمان دودمان صفوی
- ۱۳۷۷ - داریوش فروهر، از قربانیان قتل‌های زنجیره‌ای ایران
- ۱۳۷۷ - پروانه اسکندری، همسر داریوش فروهر
- ۱۳۸۸ - علی کردان، پانزدهمین وزیر کشور در زمان نظام جمهوری اسلامی ایران
- ۱۳۹۰ - محمدحسین شریعتی، از مخالفان دودمان پهلوی
- ۱۳۹۹ - سید یحیی جعفری، مجتهد و نماینده ولی فقیه در استان کرمان
- ۱۴۰۱ - حسین زرینجویی، بازیگر استندآپ کمدی

## مناسبت‌ها
- ایران - روز اورمزد، آذر جشن. (روز برگزاری آذر جشن، یکی دیگر از جشنهای در پیوند با آتش، به مناسبت فرا رسیدن ماه آذر و برافروختن نخستین شعله زمستانی).
- روز اصفهان - روز نکوداشت شهر تاریخی اصفهان.